# Mimas christophi
Mimas christophi is een vlinder uit de familie van de pijlstaarten (Sphingidae). De wetenschappelijke naam van de soort werd in 1887 gepubliceerd door Otto Staudinger.

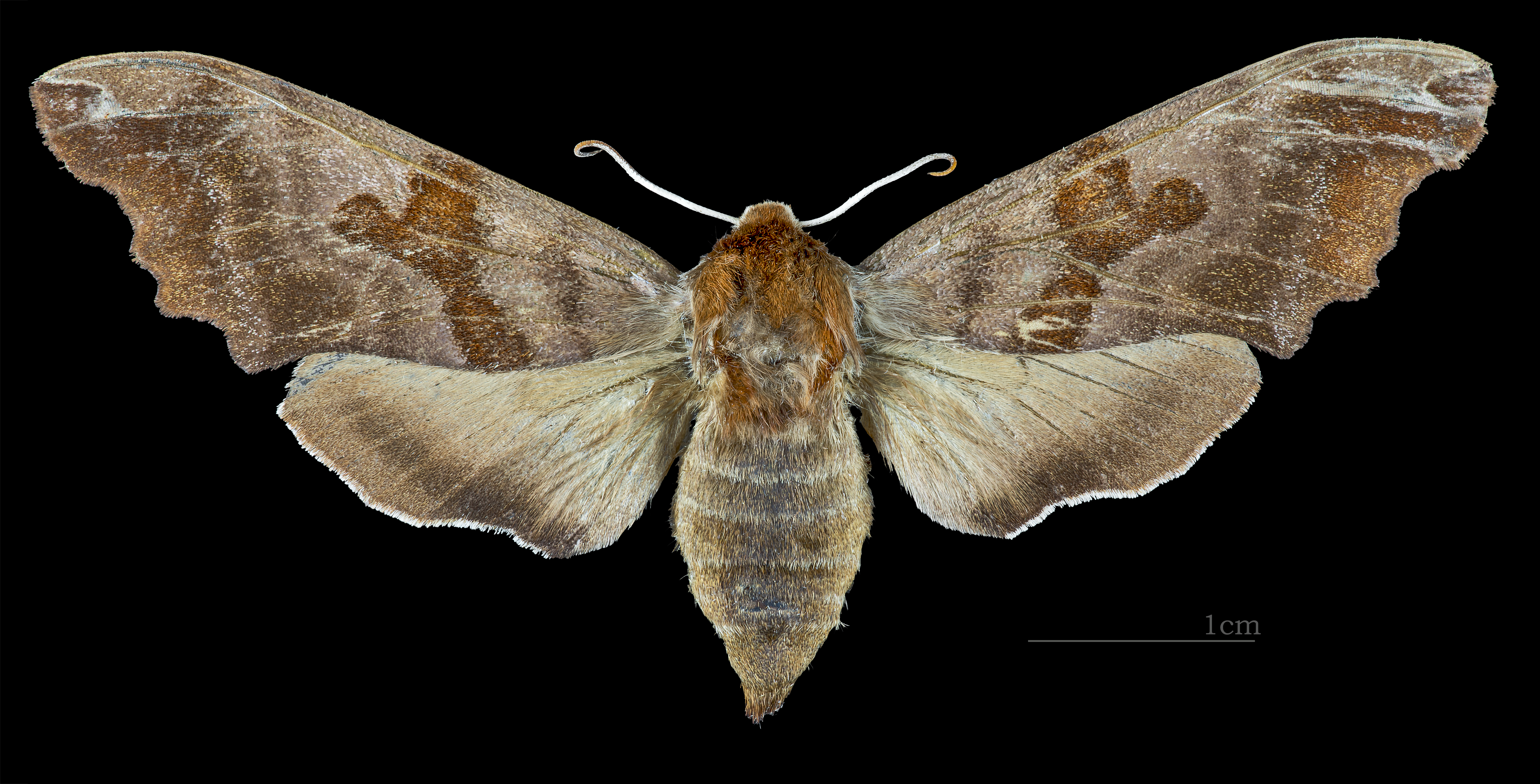
Mimas christophi  ♀
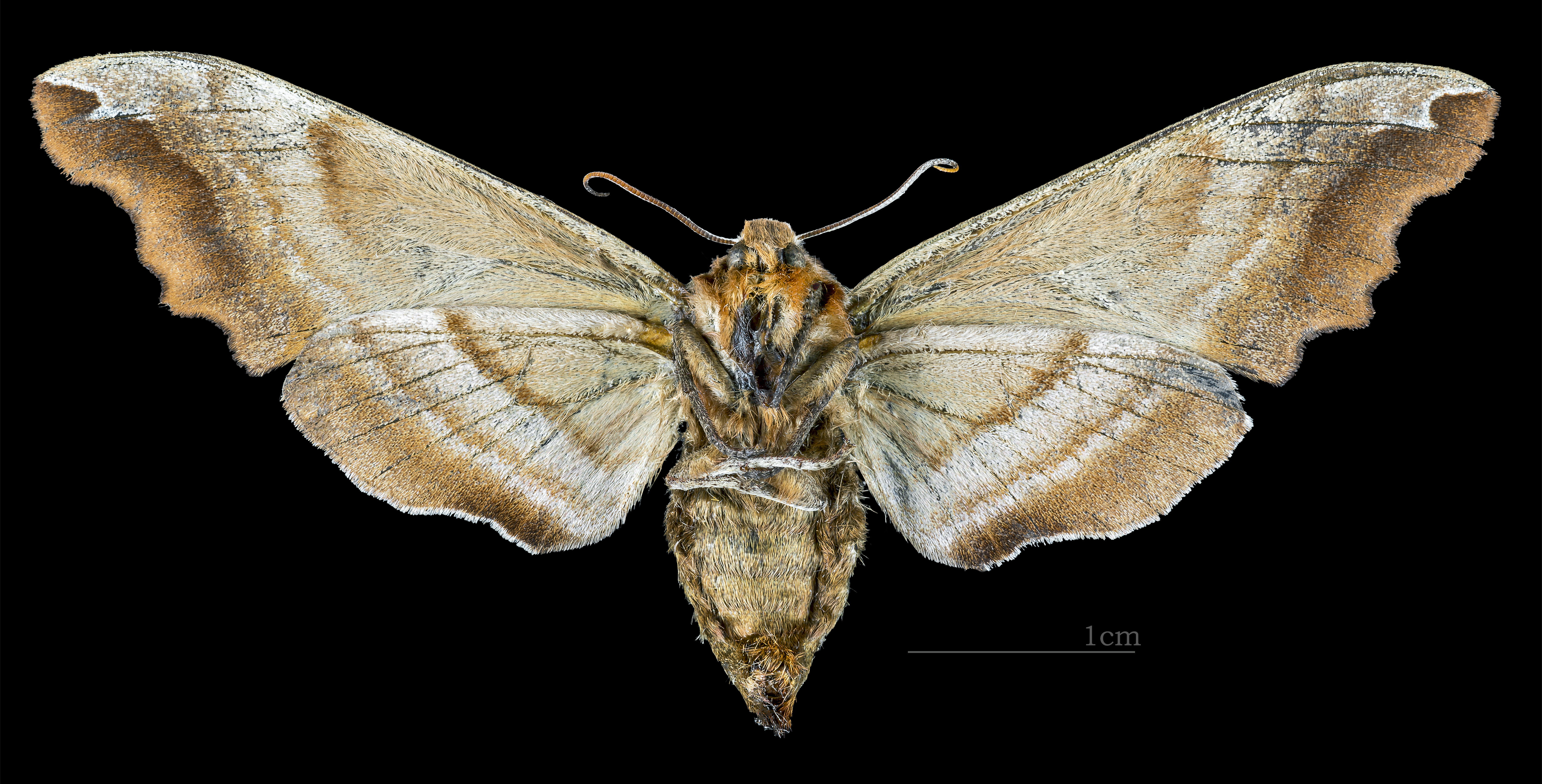
Mimas christophi ♀ △